# Landhaus Heinrich Metzendorf

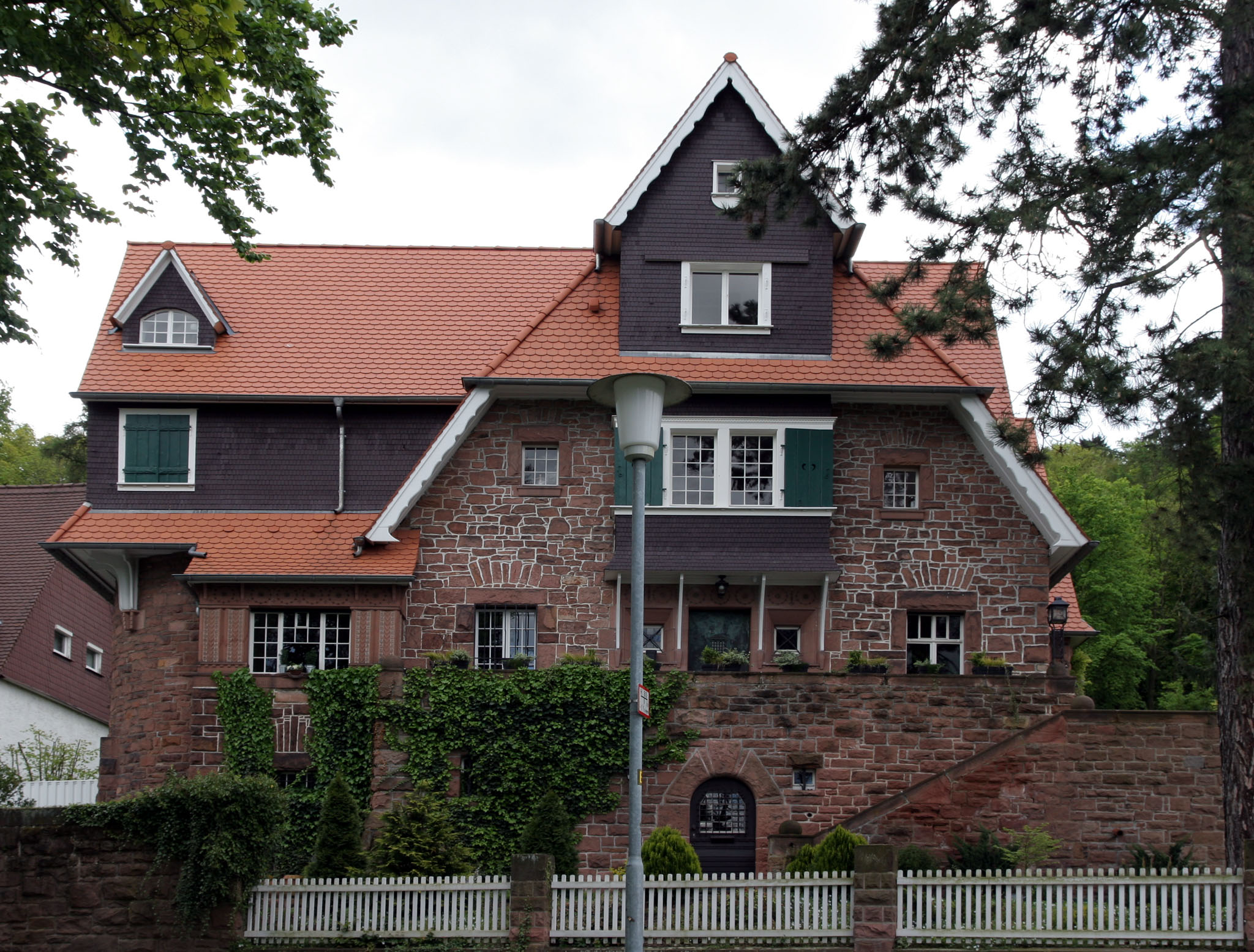
Das Wohnhaus Heinrich Metzendorfs in der Ernst-Ludwig-Straße 25 in Bensheim

Das Landhaus Heinrich Metzendorf in Bensheim an der Bergstraße ist ein von dem Architekten Heinrich Metzendorf erbautes Wohnhaus, in dem er selbst lebte. Das im Jugendstil gebaute unter Denkmalschutz stehende Gebäude in der Ernst-Ludwig-Straße 25 ist ein Kulturdenkmal von besonderem kultur- und regionalgeschichtlichem Wert.

## Geschichte und Aufbau des Hauses
Um 1900 ließ Heinrich Metzendorf das Haus im für ihn typischen Landhausstil für sich und seine Familie errichten. Es handelt sich um einen eingeschossigen giebelständigen Bau, mit einem hohen Sockelgeschoss aus rotem unverputzten Sandstein-Mauerwerk, besonders auffällig ist die weiße unregelmäßige Verfugung der Steine. Das Dach ist als steiles Walmdach mit Biberschwanzdeckung ausgeführt. An der Giebelseite befindet sich der zentrale Eingang zum Gebäude. Darüber sitzt ein verschindelter Erker auf hölzernen Konsolen. In das Walmdach ist ein Zwerchhaus mit Satteldach eingefügt. In südlicher Richtung befindet sich ein weiteres großes Zwerchhaus. 1904 wurde in nördlicher Richtung ein Anbau mit rundbogigem Abschluss errichtet. Einzelne Sandsteinelemente weisen eine uneinheitliche vom Jugendstil beeinflusste Ornamentik auf.